# Stamp River Park
Stamp River Park är en park i Kanada.   Den ligger i provinsen British Columbia, i den sydvästra delen av landet, 3 700 km väster om huvudstaden Ottawa. Stamp River Park ligger 75 meter över havet.
Terrängen runt Stamp River Park är varierad. Närmaste större samhälle är Port Alberni, 14,9 km sydost om Stamp River Park.
I omgivningarna runt Stamp River Park växer i huvudsak blandskog. Runt Stamp River Park är det mycket glesbefolkat, med 3 invånare per kvadratkilometer.